# Javornik (Chorwacja)
Javornik – wieś w Chorwacji, w żupanii sisacko-moslawińskiej, w gminie Dvor. W 2011 roku liczyła 107 mieszkańców.